# چلنگدار
چلنگدار روستایی از توابع بخش چندار شهرستان ساوجبلاغ در استان البرز ایران است.

## جمعیت
این روستا در دهستان برغان قرار دارد و براساس سرشماری مرکز آمار ایران در سال ۱۳۸۵، جمعیت آن ۷۸ نفر (۳۲خانوار) بوده‌است.

## زبان
مردم روستا به زبان تاتی که از زبان‌های ایران شمال غربی است صحبت می‌کنند.